# Johann Rudolf von Toggenburg
Johann Rudolf von Toggenburg (* 1. März 1818 in Laax; † 18. Oktober 1893 ebenda), heimatberechtigt in Ruschein, war ein Schweizer Jurist und Politiker (Konservativ).

## Leben

### Familie
Johann Rudolf von Toggenburg entstammte der Familie von Toggenburg. Er war der Sohn des Landammanns und Majors Julius Anton von Toggenburg und dessen Ehefrau Maria Regina (geb. von Cabalzar).
Er war mit Emilia verheiratet, Tochter von Johann Heinrich de Mont, Löwenberg aus Schluein. Sie hatten einen Sohn und eine Tochter, die mit dem Juristen und Politiker Franz Peterelli verheiratet war.
Sein Onkel war der Jurist und Oberst Paul Anton von Toggenburg (1770–1824); ein weiterer Onkel war der österreichische Handelsminister Georg von Toggenburg.

### Werdegang
Johann Rudolf von Toggenburg besuchte das Gymnasium (heute Kollegium Brig) in Brig und immatrikulierte sich zu einem Studium der Rechtswissenschaften an der Universität München und setzte das Studium später an der Universität Heidelberg fort.
Von 1849 bis zu seinem Tod übte er, mit Unterbrechungen, das Amt des Präsidenten des Bezirksgerichts des Bezirks Glenner aus; dazu war er von 1845 bis 1853 Mitglied des Kantonskriminalgerichts und von 1855 bis zu seinem Tod Mitglied des Kantonsgerichts.

### Politisches Wirken
Johann Rudolf von Toggenburg war ein katholisch-konservativer Landwirtschaftspolitiker sowie ein Föderalist und Antirevisionist (siehe Totalrevision der Schweizer Bundesverfassung 1872 und Totalrevision der Schweizer Bundesverfassung 1874).
1844 wurde er Landammann der Gruob und war in der Zeit von 1844 bis 1877, mit Unterbrechungen, Bündner Grossrat.
Er war 1845 Tagsatzungsgesandter und im darauffolgenden Jahr Bundesstatthalter. Von 1854 sowie von 1860 bis 1870, mit Unterbrechungen, war er Mitglied der Standeskommission und in den Jahren von 1856 bis 1857, 1864 und 1867 bis 1868 Erziehungsrat.
1853 und 1858 war er Regierungsrat und vom 1. Juli 1861 bis zum 4. Dezember 1881 Nationalrat.